# Pao aus dem Dschungel
Pao aus dem Dschungel, auch bekannt unter dem Titel Heimweh nach dem Silberwald, ist ein halbdokumentarischer, dänischer Spielfilm aus dem Jahre 1959 von Astrid Henning-Jensen. Die Geschichte basiert auf dem gleichnamigen Kinderbuch (1928) von Torry Gredsted.

## Handlung
Pao ist ein zwölfjähriger Waisenjunge, dessen bei seiner Geburt verstorbene Mutter aus der Karibik (West Indies) stammte und dessen Vater ein Däne war. Nun kommt er in Begleitung des besten Freundes seines kürzlich verstorbenen Vaters mit einem Schiff in Dänemark an und soll fortan bei seiner ihm fremden Tante Bo, die sich bislang lediglich um ihre Kanarienvögel kümmern musste, leben. Das Land seines Vaters ist dem dunkelhäutigen Jungen recht fremd, und der Junge erlebt rasch einen Kulturschock nach dem anderen. Auch die Ablehnung seiner neuen Umgebung macht Pao sehr zu schaffen, zumal das verstädterte Land im krassen Gegensatz zu der Dschungellandschaft, in der er aufwuchs, steht. In dem Lehrer Jensen findet der Junge einen verständnisvollen Förderer, doch dumme Bemerkungen und Vorurteile lassen ihn in einen angrenzenden dänischen Wald flüchten, wo er sich heimischer fühlt als in der Steinwüste der Stadt. Hier stößt Pao auf den schwedischen Wilderer Anders, der bald ein Vertrauter des Jungen wird. Größter Widersacher des Schweden ist ein Grundbesitzer, der sich über Anders‘ Anwesenheit ärgert. 
Eines Tages wird Tante Bo krank und stirbt. Und wieder steht Pao ganz ohne Familie da. Doch zwischen ihm und Anders ist eine herzliche Freundschaft entstanden. Als nun die Unterbringung Paos in einem Waisenhaus diskutiert wird, erscheint Anders und bietet an, sich fortan auch offiziell um dem Jungen zu kümmern. Der Wald ist Paos Element. Beide streifen umher, und Pao kann auch Anders die eine oder andere besondere Fähigkeit, die man zum (Über-)Leben im Wald benötigt, beibringen. Vorsichtig versuchen sie dem Grundbesitzer und seinem schießenden Adlatus aus dem Weg zu gehen. Eines Tages aber wird Anders wegen Wilderei festgesetzt und Pao in ein Waisenhaus überstellt. Der Junge kann nicht verstehen, warum er nicht weiter mit Anders zusammen sein darf. Er läuft zu dessen Haus, aber hier wartet schon die Polizei. Bei der nächsten Flucht macht er sich auf den Weg zu einer unter Naturschutz stehenden Insel, wo er in einem von ihm geretteten jungen Fuchs einen neuen, diesmal tierischen Freund findet. Derweil glaubt man im Dorf, dass Pao sich klammheimlich auf ein Schiff begeben hat, um von dort zurück in die Karibik zu gelangen. Wieder auf freiem Fuß, findet Anders heraus, wo Pao sich versteckt hält, und entdeckt den jungen Freund hoch im Baum. Beide frischen ihre Freundschaft auf.

## Produktionsnotizen
Pao aus dem Dschungel entstand 1959 im Süden von Seeland (Dänemark) (unter anderem in Næstved, Susåen sowie auf Schloss Gavnø und vor der Kirche von Værløse) und wurde am 18. Dezember 1959 in Kopenhagen uraufgeführt. Die deutsche Kinopremiere fand am 18. Mai 1962 statt, die deutsche Fernseherstaufführung war am 16. Oktober 1966 im ZDF.
Der Film erhielt 1960 sowohl eine Oscar-Nominierung in der Kategorie Bester fremdsprachiger Film als auch eine weitere für die Goldene Palme in Cannes.

## Kritik
„Ein für seine Zeit ausgesprochen fortschrittlicher Familienfilm, der bei allem Engagement das Thema Rassismus zwar eher oberflächlich behandelt, aber durch eindrucksvolle Naturaufnahmen und die warmherzige Haltung gegenüber der Hauptfigur besticht. Trotz gewisser Mängel auch in seinem erzählerischen Rhythmus ein behutsam und liebevoll gestalteter Film. … - Sehenswert.“